# أم عقال (قرية)
أم عقال هي إحدى قرى النوبة والتي تقع في دولة السودان في منطقة دنقلا .